# Барон Хейзлригг
Барон Хейзлригг из Noseley в графстве Лестершир — наследственный титул в системе Пэрства Соединённого королевства. Он был создан 12 февраля 1945 года для сэра Артура Хейзлригга, 13-го баронета (1878—1949). Ранее он занимал должность лорда-лейтенанта Лестершира (1925—1949). 
По состоянию на 2024 год носителем титула являлся его правнук, Артур Уильям Грей Хейзлригг, 4-й барон Хейзлригг (род. 1987), который стал преемником своего отца в 2022 году.
Титул баронета Хейзлригга из Noseley Hall в графстве Лестершир (баронетство Англии) был создан 21 июля 1622 года для Томаса Хезилриджа (1564—1629). Он заседал в Палате общин Англии от Лестершира (1614, 1624). Его преемником стал его сын, Артур Хезилридж, 2-й баронет (ум. 1681), самый известный член семьи. Он представлял в Палате общин Лестершир (1640—1653) и Лестер (1654—1659). Он был одним из пяти членов парламента, которых король Карл I Стюарт пытался арестовать в 1642 году. Его внук, сэр Томас Хезилридж, 4-й баронет (1664—1700), также представлял Лестершир в парламенте (1690—1695). Его преемником стал его дядя, сэр Роберт Хезилридж, 5-й баронет (ок. 1640—1713). Праправнук последнего, сэр Артур Грей Хезилридж, 11-й баронет (ум. 1819), в 1818 году получил королевское разрешение на фамилию «Хазлеригг» вместо «Хезилриджа». Его правнуком был сэр Артур Хейзлригг, 13-й баронет (1878—1949), который был возведен в звание пэра в 1945 году.
Семейная резиденция — Noseley Hall в графстве Лестершир.

## Баронеты Хезилридж, позднее Хейзлригг из Noseley Hall (1622)
- 1622—1629: Сэр Томас Хезилридж, 1-й баронет (1564 — 11 января 1629), сын Томаса Хезилриджа[1];
- 1629—1661: Сэр Артур Хезилридж, 2-й баронет (1601 — 7 января 1661), сын предыдущего[2];
- 1661—1680: Сэр Томас Хезилридж, 3-й баронет (ок. 1625 — 24 февраля 1680), старший сын предыдущего[3];
- 1680—1700: Сэр Томас Хезилридж, 4-й баронет (1664 — 11 июля 1700), сын предыдущего[4];
- 1700—1713: Сэр Роберт Хезилридж, 5-й баронет (1640 — 22 мая 1713), дядя предыдущего, младший сын 2-го баронета[5];
- 1713—1721: Сэр Роберт Хезилридж, 6-й баронет (1668 — 19 мая 1721), единственный сын предыдущего[6];
- 1721—1763: Сэр Артур Хезилридж, 7-й баронет (ум. 23 апреля 1763), сын предыдущего[7];
- 1763—1790: Сэр Роберт Хезилридж, 8-й баронет (ум. 1790), старший сын предыдущего[8];
- 1790—1805: Сэр Артур Хезилридж, 9-й баронет (ум. 1805), единственный сын предыдущего[9];
- 1805—1817: Сэр Томас Мейнард Хезилридж, 10-й баронет (ум. 24 апреля 1817), дядя предыдущего[10];
- 1817—1819: Сэр Артур Грей Хейзлригг, 11-й баронет (ум. 24 октября 1819), старший сын полковника Грея Хезилриджа (ум. 1810), внук 7-го баронета[11];
- 1819—1890: Сэр Артур Грей Хейзлригг, 12-й баронет (20 октября 1812 — 11 мая 1890), старший сын предыдущего[12];
- 1890—1949: Сэр Артур Грей Хейзлригг, 13-й баронет (17 ноября 1878 — 25 мая 1949), сын подполковника Артура Грея Хейзлригга (1837—1880), внук сэра Артура Грея Хейзлригг, 12-го баронета (1812—1890), барон Хейзлригг с 1945 года[13].

## Бароны Хейзлригг (1945)
- 1945—1949: Артур Грей Хейзлригг, 1-й барон Хейзлригг (17 ноября 1878 — 25 мая 1949), сын подполковника Артура Грея Хазлеригга (1837—1880), внук сэра Артура Грея Хейзлригга, 12-го баронета (1812—1890)[13];
- 1949—2002: Артур Грей Хейзлригг, 2-й барон Хейзлригг (24 февраля 1910 — 30 сентября 2002), старший сын предыдущего[14];
- 2002—2022: Артур Грей Хейзлригг, 3-й барон Хейзлригг (5 мая 1951 — 29 марта 2022), единственный сын предыдущего[15];
- 2022 — настоящее время: Артур Уильям Грей Хейзлригг, 4-й барон Хейзлригг (род. 13 мая 1987), единственный сын предыдущего[16];
  - Наследник титула: достопочтенный Артур Айво Грей Хейзлригг (род. 2020).